# Satz von Kutta-Joukowski
Der Satz von Kutta-Joukowski, nach anderer Transkription auch Kutta-Schukowski, Kutta-Zhoukovski oder englisch Kutta-Zhukovsky, beschreibt in der Strömungslehre die Proportionalität zwischen dynamischem Auftrieb und Zirkulation
{\displaystyle F_{\mathrm {A} }'=-\rho \cdot v_{\infty }\cdot \Gamma }
wobei
{\displaystyle F_{\mathrm {A} }'} für die Auftriebskraft pro Spannweite
{\displaystyle \rho } für die Dichte des umströmenden Mediums
{\displaystyle v_{\infty }} für die ungestörte Anströmgeschwindigkeit
{\displaystyle \Gamma } für die Zirkulation
stehen. Er ist benannt nach dem deutschen Mathematiker Martin Wilhelm Kutta sowie dem russischen Physiker und Luftfahrtpionier Nikolai Jegorowitsch Schukowski.
Mathematisch ist die Zirkulation {\displaystyle \Gamma } das Ergebnis des Linienintegrals {\displaystyle \Gamma =\oint vds}. Sobald dieses Integral verschieden von Null ist, ist ein Wirbel vorhanden.
Die Zirkulation beschreibt hier das Maß einer sich um ein Profil drehenden Strömung. Dieser Effekt tritt zum Beispiel an einem umströmten angestellten Tragflügel auf, wenn sich die Stromlinien der Parallelströmung und Zirkulationsströmung überlagern. Dies bewirkt, dass sich an der Oberseite des Tragflügels eine Auftriebskraft {\displaystyle F_{\mathrm {A} }} bildet, die zum Abheben des Tragflügels führt.

## Physikalische Voraussetzungen
Die Kutta-Joukowski-Formel gilt nur unter bestimmten Voraussetzungen über das Strömungsfeld. Es sind dieselben wie für die Blasiusschen Formeln. Das heißt, die Strömung muss stationär, inkompressibel, reibungslos, drehungsfrei und effektiv 2-dimensional sein. D. h. in Richtung der dritten Dimension, beim Tragflügel die Richtung der Spannweite, sollen alle Variationen vernachlässigbar sein. Kräfte in dieser Richtung summieren sich daher auf. Insgesamt sind sie proportional zur Breite {\displaystyle b}. Wegen der Drehungsfreiheit verlaufen die Stromlinien vom Unendlichen vor dem Körper bis ins Unendliche hinter dem Körper. Da außerdem Reibungsfreiheit gilt, ist die mechanische Energie erhalten, und es kann die Druckverteilung am Tragflügel nach der
Bernoulli-Gleichung bestimmt werden. Aufsummieren der Druckkräfte führt zunächst auf die 1. Blasiussche Formel. Aus dieser kann die Kutta-Joukowski-Formel mit Hilfsmitteln der Funktionentheorie exakt hergeleitet werden.

## Mathematische Eigenschaften und Herleitung
Die rechnerischen Vorteile der Kutta-Joukowski-Formel kommen erst bei Formulierung mit komplexen Funktionen zur Geltung. Dann ist die Ebene des Tragflügel-Profils die Gaußsche Zahlenebene, und die lokale Strömungsgeschwindigkeit {\displaystyle v^{*}=v_{x}-\mathrm {i} v_{y}} ist eine holomorphe Funktion der Variablen {\displaystyle z=x+\mathrm {i} y}. Es existiert eine Stammfunktion (Potential) {\displaystyle \Phi (z)}, so dass
{\displaystyle v^{*}={\frac {\mathrm {d} \Phi }{\mathrm {d} z}}}
Geht man nun von einem einfachen Strömungsfeld aus (z. B. Strömung um einen Kreiszylinder) und erzeugt man ein neues Strömungsfeld durch konforme Abbildung des Potentials (nicht der Geschwindigkeit) und anschließende Ableitung nach {\displaystyle z}, so bleibt die Zirkulation unverändert:
{\displaystyle \Gamma =\oint v^{*}(z)\mathrm {d} z\qquad {\text{invariant unter konformen Transformationen von }}\Phi }
Dies folgt (heuristisch) daraus, dass die Werte von {\displaystyle \Phi } bei der konformen Transformation lediglich von einem Punkt der Zahlenebene an einen anderen Punkt versetzt werden. Zu beachten ist, dass {\displaystyle \Phi } notwendigerweise eine mehrdeutige Funktion ist, wenn die Zirkulation nicht verschwindet.
Wegen der Invarianz lässt sich z. B. die Zirkulation um ein Joukowski-Profil unmittelbar aus der Zirkulation um ein Kreisprofil gewinnen. Beschränkt man sich bei den Transformationen auf solche, die die Strömungsgeschwindigkeit in großen Abständen vom Tragflügel nicht verändern (vorgegebene Geschwindigkeit des Flugzeugs) so folgt aus der Kutta-Joukowski-Formel, dass alle durch solche Transformationen auseinander hervorgehenden Profile denselben Auftrieb haben.
Zur Herleitung der Kutta-Joukowski-Formel aus der 1. Blasiusschen Formel
muss das Verhalten der Strömungsgeschwindigkeit bei großen Abständen spezifiziert werden: Zusätzlich zur Holomorphie im Endlichen sei {\displaystyle v^{*}} als Funktion von {\displaystyle w=1/z} stetig im Punkt {\displaystyle w=0}. Dann lässt sich {\displaystyle v^{*}} in eine Laurent-Reihe entwickeln:
{\displaystyle v^{*}(z)=A_{0}+{\frac {A_{1}}{z}}+{\frac {A_{2}}{z^{2}}}+\cdots }
Dabei ist offensichtlich {\displaystyle A_{0}=v_{\infty }}. Nach dem Residuensatz gilt außerdem
{\displaystyle A_{1}={\frac {\Gamma }{2\pi \mathrm {i} }}}
Man setzt die Reihe in die 1. Blasiussche Formel ein und multipliziert aus. Wieder ergibt nur der Term mit der ersten negativen Potenz einen Beitrag:
{\displaystyle F^{*}=\mathrm {i} {\frac {\rho }{2}}\oint (v^{*})^{2}\mathrm {d} z=\mathrm {i} {\frac {\rho }{2}}\oint {\frac {2A_{0}A_{1}}{z}}\mathrm {d} z=\mathrm {i} \rho v_{\infty }\Gamma }
Dies ist die Kutta-Joukowski-Formel, und zwar sowohl für die vertikale als auch die horizontale Komponente der Kraft (Auftrieb und Widerstand). Aus dem Vorfaktor {\displaystyle \mathrm {i} \!\,} ergibt sich, dass die Kraft unter den genannten Voraussetzungen (vor allem Reibungsfreiheit) stets senkrecht auf der Anströmungsrichtung steht (sogenanntes d’Alembertsches Paradoxon).